# Credentia
Credentia är ett bygg- och fastighetsbolag som arbetar med samhälls- och projektutveckling. Företaget har ett 90-tal personer anställda och är baserat i  Norrtälje men med verksamhet på flera orter, bland annat Östhammar, Österåker, Sigtuna, på Lidingö och på flera platser inom Storstockholm. VD är Marc Micallef.
Credentia är sedan 2013 ett helägt bolag i koncernen Tagehus, ett tredje generationens familjeföretag, verksamt främst inom bostads- och fastighetsbranschen.